# Валия, Рави
Рави Валия (также Уолия, англ. Ravi Walia, род. 7 апреля 1973, Нью-Уэстминстер) — канадский тренер по фигурному катанию и бывший фигурист, бронзовый призёр чемпионата Канады (1995) и чемпион Канады среди юниоров (1995).

## Карьера

#### Соревновательная
Валия начал соревноваться в 1989 году, заняв второе место на национальном чемпионате среди детей. За всю карьеру лучшим его достижением была бронза чемпионата Канады во взрослом первенстве. Тренировался Валия под руководством Яна Улмарка и Синтии Улмарк в Эдмонтоне.

#### Тренерская
Валия известен тем, что работал в качестве тренера с олимпийскими чемпионами и чемпионами мира Кэйтлин Осмонд и Патриком Чаном.

## Результаты
| Соревнование                                         | 89/90 | 90/91 | 91/92 | 92/93 | 93/94 | 94/95 | 95/96 | 96/97 | 97/98 | 98/99 | 99/00 | 00/01 |
| ---------------------------------------------------- | ----- | ----- | ----- | ----- | ----- | ----- | ----- | ----- | ----- | ----- | ----- | ----- |
| GP Cup of Russia                                     |       |       |       |       |       |       |       |       | 10    |       |       |       |
| GP Skate Canada                                      |       |       |       |       |       |       |       |       | 10    |       |       |       |
| Мемориал Карла Шефера                                |       |       |       |       | 5     |       |       |       |       |       |       |       |
| Чемпионаты Канады                                    | 2 N   | 6 J   | 4 J   | 1 J   |       | 3     | 11    | 4     | 8     | 8     | 4     | 5     |
| N = среди детей J = среди юниоров GP = этап Гран-при |       |       |       |       |       |       |       |       |       |       |       |       |